# Charles Joseph O’Reilly

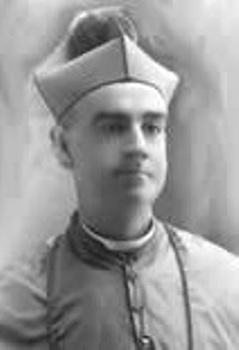
Charles Joseph O’Reilly

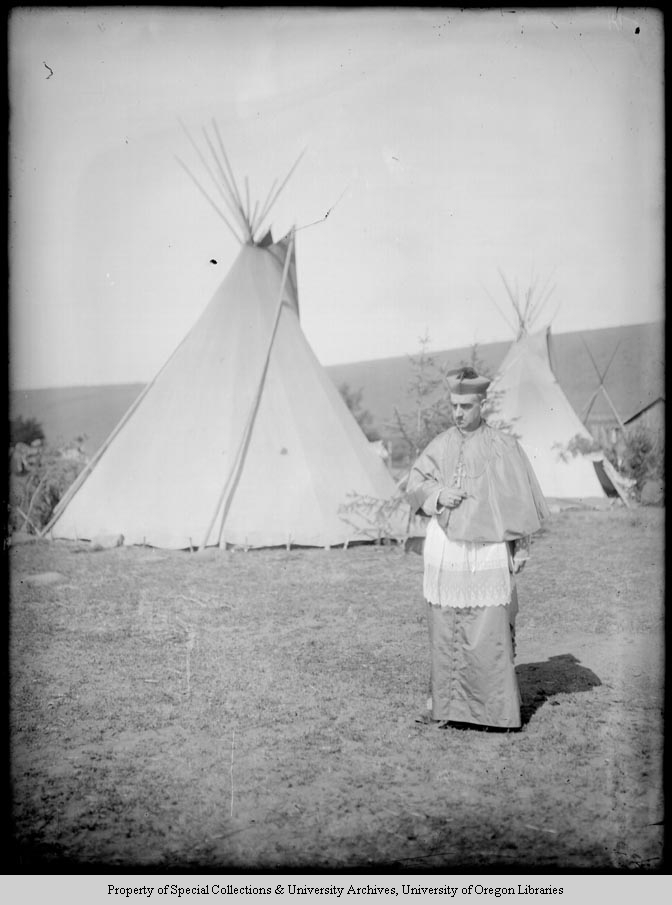
Bischof O’Reilly bei einem Besuch in der Umatilla Indian Reservation 1907

Charles Joseph O’Reilly (* 4. Januar 1860 in Saint John; † 4. Februar 1923 in Nebraska) war ein in Kanada geborener römisch-katholischer Geistlicher und der erste Bischof der Diözese von Baker City. 
Charles Joseph O’Reilly wurde 1860 in Saint John, New Brunswick, geboren und erhielt seine Ausbildung am St. Joseph’s College in Memramcook. Er wurde in Portland (Oregon) am 29. Juni 1890 zum Priester geweiht und leitete zuerst die Mission Oswego und Tegardville. Im Februar 1894 wurde er Rektor der Gemeinde Immaculate Heart of Mary in Portland. 
Am 25. Juni 1903 wurde O’Reilly von Papst Leo XIII. zum ersten Bischof der neu errichteten Diözese von Baker City ernannt. Er erhielt seine Bischofsweihe am darauf folgenden 25. August von Erzbischof Alexander Christie, mit den Bischöfen Alphonse Joseph Glorieux und Edward John O’Dea als Mitkonsekratoren. 
Charles Joseph O’Reilly wurde am 20. März 1918 zum dritten Bischof von Lincoln, Nebraska, ernannt. Dieses Amt hatte er bis zu seinem Tod inne. Er starb 1923 im Alter von 63 Jahren und wurde in der katholischen Kathedrale von Lincoln beigesetzt.